# Rose Tremain
Dame Rose Tremain nata Rosemary Jane Thomson (Londra, 2 agosto 1943) è una scrittrice britannica.

## Biografia
Rosemary Jane Thomson frequenta la Crofton Grange School dal 1954 al 1961, la Sorbona dal 1961 al 1962 e si laurea nel 1965 all'University of East Anglia, dove insegna scrittura creativa dal 1988 al 1995.
Oggi vive nel Norfolk e a Londra insieme al biografo Richard Holmes. I suoi libri, acclamati da pubblico e critica e tradotti in molte lingue, hanno ottenuto numerosi riconoscimenti.
Con le sue opere letterarie ha vinto svariati premi: L'angelo della musica (Music and Silence) (1999) ha vinto il premio Whitebread, Sacred Country (1992) ha vinto il James Tait Black Memorial Prize e il Prix Femina, The Road Home (pubblicato come In cerca di una vita da Marco Tropea Editore, 2008) ha vinto l'Orange Prize.

### Vita privata
Rose Tremain ha sposato nel 1971 Jon Tremain, da cui ha avuto una figlia, Eleanor, nata nel 1972, diventata attrice. Il matrimonio è durato cinque anni. Nel 1982 si è sposata con il regista teatrale Jonathan Dudley. Il secondo matrimonio è durato nove anni. Dal 1992 è sposata con il letterato Richard Holmes.

## Opere

### Romanzi
- Sadler's Birthday (1976)
- Letter to Sister Benedicta (1978)
- The Cupboard (1981)
- Un'estate in Sicilia (Journey to the Volcano) (1985) Emme, 1994. ISBN 88-7927-197-0
- The Swimming Pool Season (1985)
- Il favorito (Restoration) (1989) Frassinelli, 1995. ISBN 88-7684-331-0
- Sacred Country (1992)
- Quando l'ho incontrata (The Way I Found Her) (1997) Il Saggiatore, 2002. ISBN 88-428-0993-4
- L'angelo della musica (Music and Silence) (1999) Il Saggiatore, 2001. ISBN 88-428-0893-8
- Il colore (The Colour) (2003) Marco Tropea, 2005. ISBN 88-438-0439-1
- In cerca di una vita (The Road Home) (2008) Marco Tropea, 2009.  ISBN 978-88-558-0081-5
- La casa della seta (Trespass) (2010) Marco Tropea, 2011. ISBN 978-88-558-0188-1
- Isole di grazia (Islands of Mercy) (2020) Einaudi 2021. ISBN 978-88-06-24795-9
- Lily. Storia di una vendetta (Lily. A Tale of Revenge) (2021) Einaudi 2024. ISBN 978-88-06-25550-3

### Raccolte di racconti
- The Colonel's Daughter and other stories (1983)
- The Garden of the Villa Mollini and other stories (1987)
- Evangelista's Fan and other stories (1994)
- The Darkness of Wallis Simpson (2006) Omero editore, 2013

## Adattamenti cinematografici
Dal romanzo Il favorito (Restoration) (1989) è stato tratto nel 1995 il film Restoration - Il peccato e il castigo, diretto da diretto da Michael Hoffman.
Dal racconto Moth è stato tratto nel 2009 il film Ricky - Una storia d'amore e libertà, diretto da François Ozon.